# Secretaría de Seguridad Social (Argentina)
La Secretaría de Seguridad Social de Argentina es un organismo dependiente del Ministerio de Trabajo, Empleo y Seguridad Social del Poder Ejecutivo Nacional.

## Historia
Creada en 1983 en el ámbito del Ministerio de Trabajo y Seguridad Social de la Nación por decreto n.º 15 del presidente Raúl Alfonsín.
El Poder Ejecutivo la redujo a subsecretaría en marzo de 1990 y le devolvió el nivel de secretaría en agosto de 1991. Posteriormente, en diciembre de 1991, se creó, en el ámbito de la Secretaría, la Administración Nacional de la Seguridad Social (ANSES).

## Organización
La Secretaría de Seguridad Social está constituida por:
- la Dirección Nacional de Coordinación de Regímenes de la Seguridad Social.
- la Dirección Nacional de Políticas de la Seguridad Social.
- la Dirección de Programación Económica.

## Titulares
| Secretario                 | Partido | Partido               | Inicio                  | Final                                      | Ministro                                                | Presidente                     |
| -------------------------- | ------- | --------------------- | ----------------------- | ------------------------------------------ | ------------------------------------------------------- | ------------------------------ |
| Santiago de Estrada        |         | Partido Justicialista | 26 de mayo de 1999      | 10 de diciembre de 1999                    | José Alberto Uriburu                                    | Carlos Menem                   |
| Melchor Posse              |         | Unión Cívica Radical  | 15 de diciembre de 1999 | 18 de noviembre de 2000                    | Alberto Flamarique (1999-2000) Patricia Bullrich (2000) | Fernando de la Rúa             |
| Alfredo Horacio Contegrand |         |                       | 28 de mayo de 2003      | 10 de diciembre de 2007                    | Carlos Tomada                                           | Néstor Kirchner                |
| Walter Oscar Arrighi       |         |                       | 10 de diciembre de 2007 | 19 de julio de 2010                        | Carlos Tomada                                           | Cristina Fernández de Kirchner |
| Ofelia Mabel Cedola        |         |                       | 19 de julio de 2010     | 10 de diciembre de 2015                    | Carlos Tomada                                           | Cristina Fernández de Kirchner |
| Alejandro Chiti            |         |                       | 18 de junio de 2019     | 10 de diciembre de 2019                    | Carolina Stanley                                        | Mauricio Macri                 |
| Luis Bulit Goñi            |         |                       | 14 de enero de 2020     | 10 de diciembre de 2023 (decreto 665/2023) | Claudio Moroni                                          | Alberto Fernández              |